# Parafia św. Anny w Marynowach
Parafia św. Anny w Marynowach – parafia rzymskokatolicka w diecezji elbląskiej. Erygowana w XIV wieku. Do parafii należą miejscowości: Marynowy, Myszewko, Rychnowo Żuławskie, Tuja, Orłówko. Tereny parafii znajdują się w gminie Nowy Dwór Gdański, w powiecie nowodworskim, w województwie pomorskim.
Kościół w Marynowach został wybudowany w stylu gotyckim około 1320 roku, rozbudowany w 1637 i 1647 roku. Posiada drewnianą wieżę z 1619 roku, drewniany, płaski strop, 3 ołtarze i ambonę z XVIII wieku.
W Tui znajduje się kościół pomocniczy pw. św. Jakuba, wybudowany w stylu gotyckim w XIV wieku; przebudowany w XIX wieku. Posiada jedną wieżę, sklepienie gwiaździste, 3 nawy, 3 ołtarze i ambonę z XVIII wieku.

## Proboszczowie parafii wXX wieku
- 1873–1910 (?) – ks. Franz Beyer
- 1910–1923 (?) – ks. Paweł Anhuth
- 1923–1939 – ks. Hugo Spohn
- 1939–1957 – ks. Herbert Kiewert[3]
- 1957–1958 – ks. Alfons Zieliński
- 1958–1972 – ks. Wiktor Chodorski
- 1972–1989 – ks. Brunon Hebel
- 1989–1992 – ks. Tadeusz Balicki
- 1992–2010 – ks. kanonik Czesław Nowaczyński
- od 2010 - nadal – ks. Andrzej Wach[4]

## Galeria

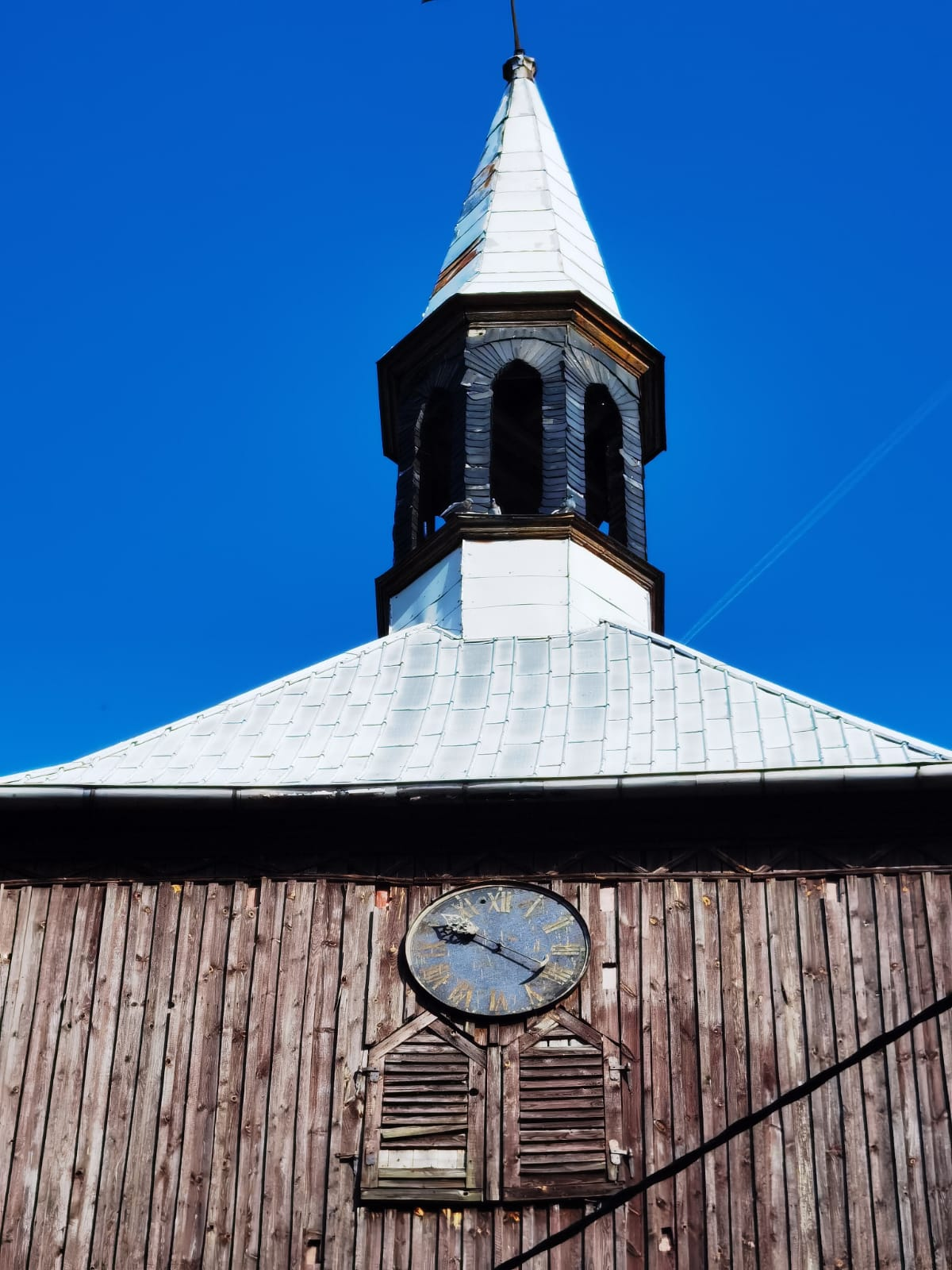
Wieża kościoła
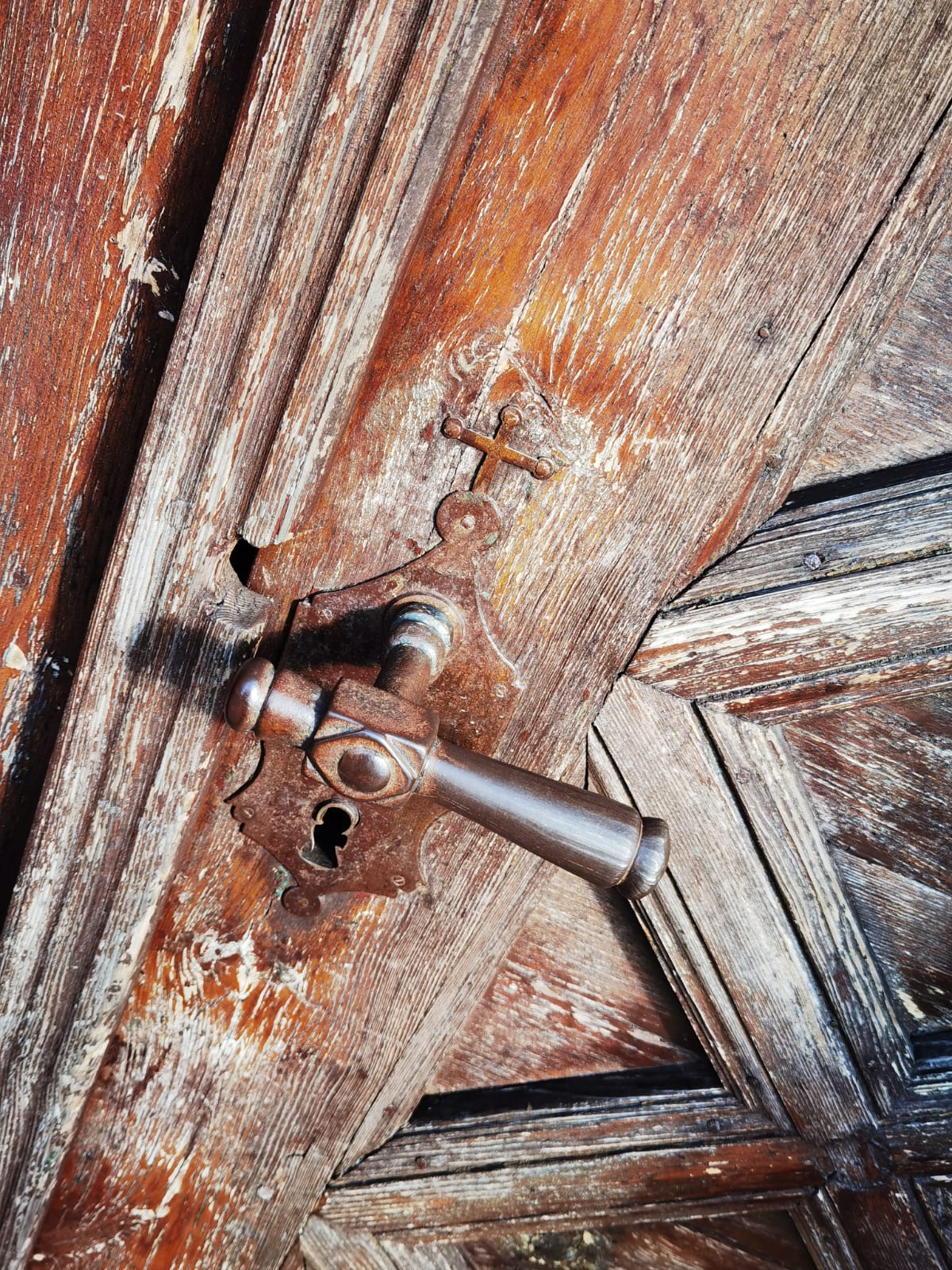
Klamka drzwi kościoła
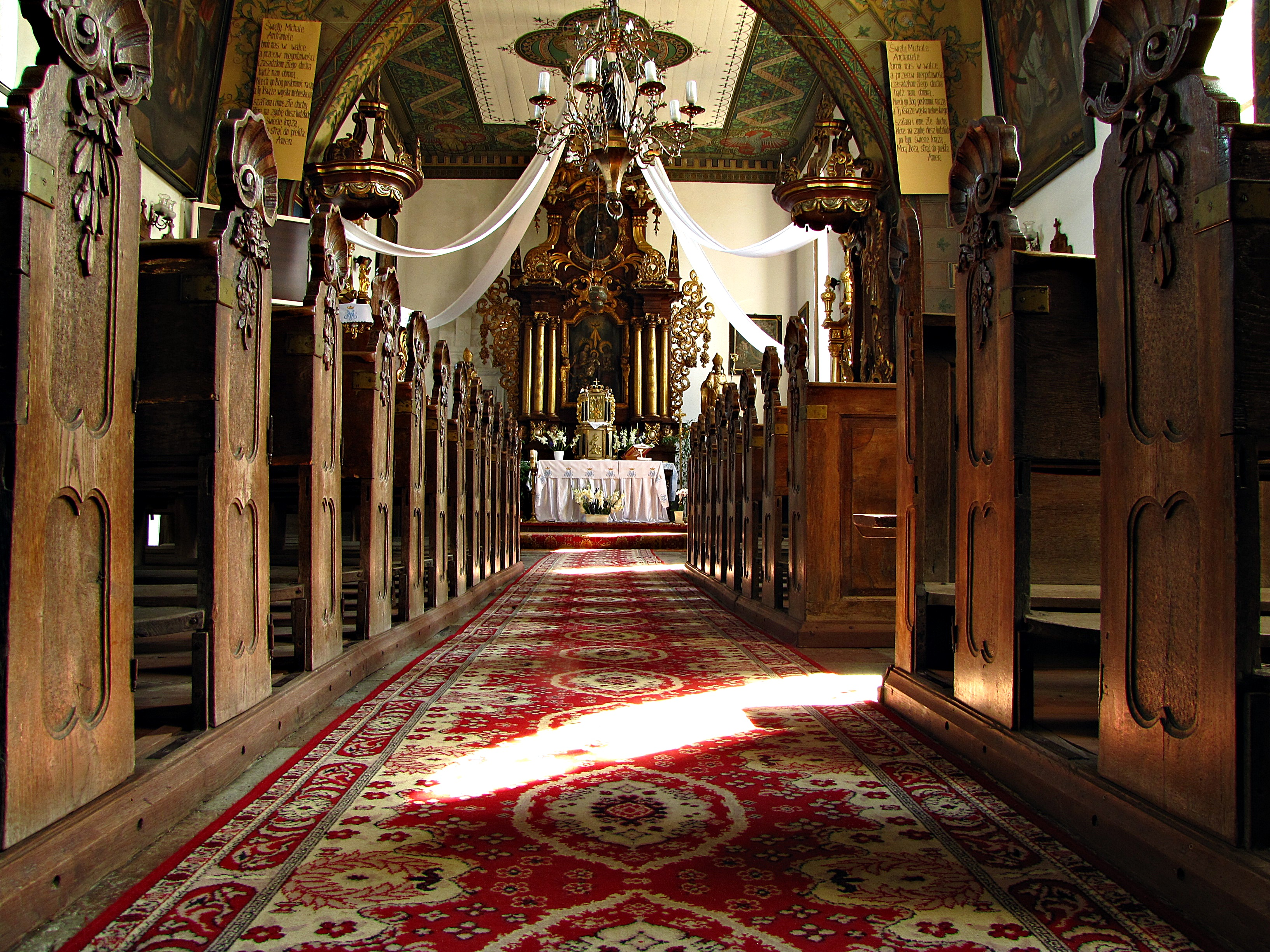
Wnętrze kościoła
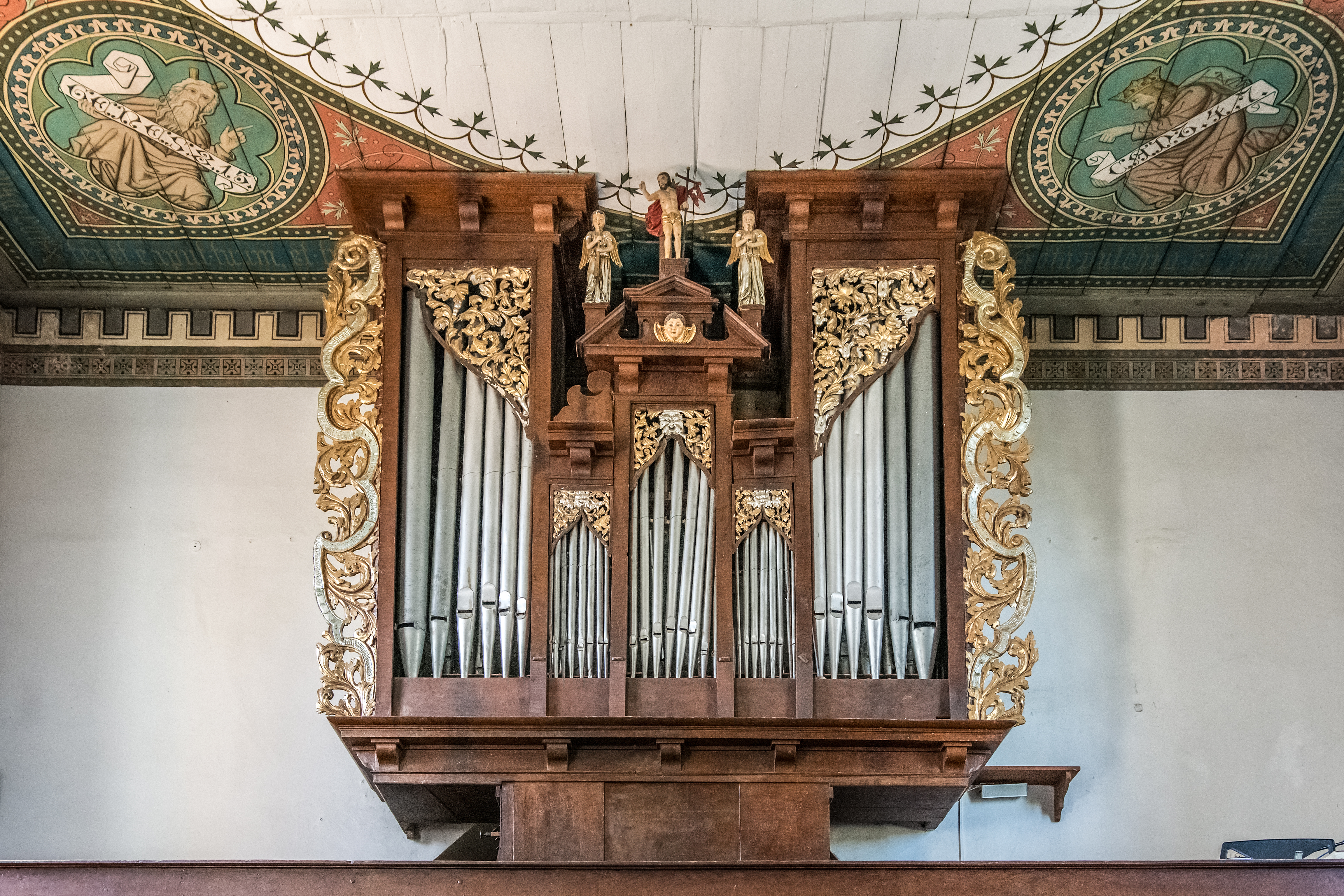
Organy w świątyni
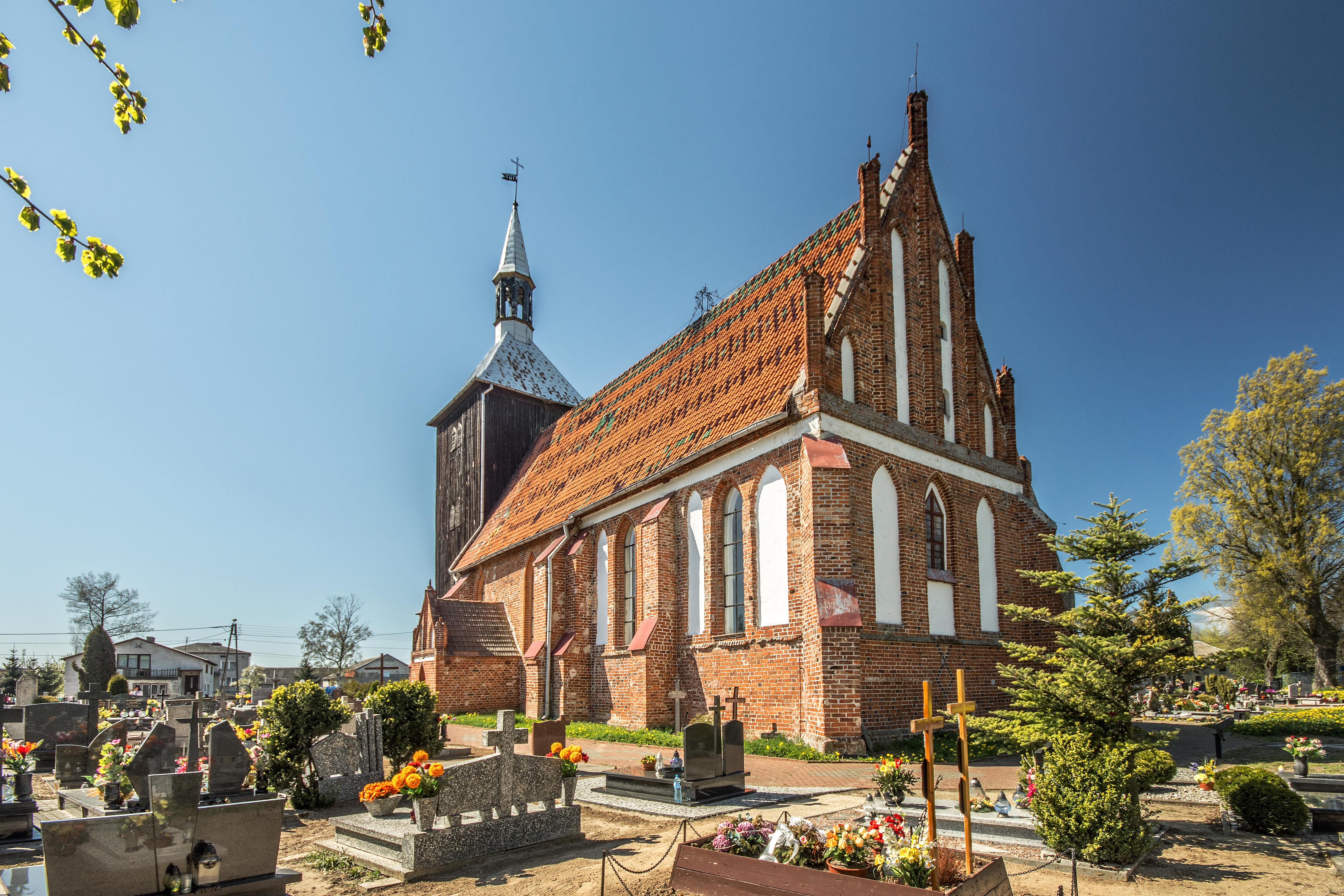
Budynek kościoła